# André Kiesewetter
André Kiesewetter je nekdanji nemški smučarski skakalec, * 20. avgust 1969, Neuhaus am Rennweg, Turingija.
Na svetovnem prvenstvu leta 1991 v Val di Fiemme na ekipni tekmi osvojil bron na veliki skakalnici. Ima pa tudi dve posamični zmagi za svetobni pokal iz sezone 1989/90. V Planici je 23. marca 1991 v 1.seriji poletel z 196 metri najdlje v zgodovini, a pri tem z rokami podrsal po snegu, s tem pa svetovni rekord ni bil veljaven. Kasneje je v 3. seriji pristal pri 191 metrih in s tem postavil svoj osebni rekord.

## Svetovni pokal

### Zmage
| Season  | Date              | Location    |
| ------- | ----------------- | ----------- |
| 1989/90 | 2. december 1990  | Lake Placid |
| 1989/90 | 15. december 1990 | Saporo      |